# Compsophorus celebensis
Compsophorus celebensis là một loài tò vò trong họ Ichneumonidae.